# Santuario di San Bartolomeo (Taleggio)
Il santuario di San Bartolomeo è un luogo di culto cattolico situato a Taleggio, in località San Bartolomeo, in Valle Taleggio, in provincia e diocesi di Bergamo. La chiesa è sussidiaria della parrocchia di Sant'Antonio Abate di Vedeseta, appartenente al vicariato di San Giovanni Bianco-Sottochiesa, nella comunità ecclesiale territoriale Valle Brembana.

## Storia
La chiesa dedicata a San Bartolomeo fu eretta nella seconda metà del XIII secolo su iniziativa della comunità locale, fortemente legata al santo. Alcuni storici ritengono che l'edificio fu uno dei primi costruiti in Val Taleggio, sotto il controllo della Pieve di San Pietro in Primaluna. Nel corso del XV secolo, l'arcivescovo Francesco Piccolpasso separò l'antica parrocchia dalla chiesa matrice di Sant'Ambrogio a Pizzino, elevandola a rettoria e concedendo ai residenti il diritto di eleggere il proprio parroco. Nel 1566, Carlo Borromeo decise di trasferire le funzioni parrocchiali alla chiesa di Sant'Antonio Abate, situata in una posizione più centrale a Vedeseta.
Documenti risalenti a una visita pastorale riportano la rimozione delle insegne reali spagnole dipinte sulla facciata. Nel 1731, il parroco Pietro Locatelli Pasinetti fece ampliare la chiesa, aggiungendo un porticato e un campanile, ancora oggi visibile. In origine, l'edificio aveva due navate e una piccola campana sulla sommità del tetto; venne quindi aggiunta una terza navata e ampliata la struttura adiacente, destinata a ospizio. 
Nel 1924, a causa del deterioramento dell'edificio, il cardinale Eugenio Tosi ordinò la sospensione delle celebrazioni liturgiche fino al completamento dei lavori di restauro. Nel 1925, la chiesa originale fu demolita e immediatamente ricostruita in stile neogotico: il tetto venne completato nell'ottobre dello stesso anno e il 2 novembre fu celebrata la prima messa. I lavori di decorazione proseguirono nella primavera del 1926, con l'intonacatura delle pareti, utilizzando sabbia proveniente da Avolasio e dal Brembo. In quell'anno si completò anche il portico, la facciata e il muro di recinzione. L'inaugurazione del santuario avvenne il 24 agosto, in onore di San Bartolomeo. Nel 2005, a causa del degrado generale che interessava la struttura, con il conseguente distacco di alcune parti della volta, si rese necessario un nuovo intervento di restauro esterno, che si protrasse fino al 2010.

## Descrizione

### Esterno
Il santuario situato nella frazione omonima di Taleggio, presenta l'abside rivolta a nord. Il sagrato è in manto erboso. La facciata, preceduta da quattro gradini, presenta un alto basamento che ospita due piccole finestre con inferriate e che si interrompe al centro in corrispondenza del portale centrale. Sopra la cornice aggettante del basamento dipartono quattro lesene doriche che dividono la facciata in tre settori, di cui quello centrale più ampio. Sopra il portale si trova una finestra semicircolare. Le lesene si concludono con una trabeazione ed il timpano triangolare. Giustapposto alla facciata, a sinistra, vi è il campanile della primitiva chiesa, tutto intonacato, fatta eccezione per il basamento, e con tetto a cuspide. All'interno ci sono 3 campane fuse dal fonditore bergamasco Gian Battista Monzini nel 1806 in La maggiore.

### Interno

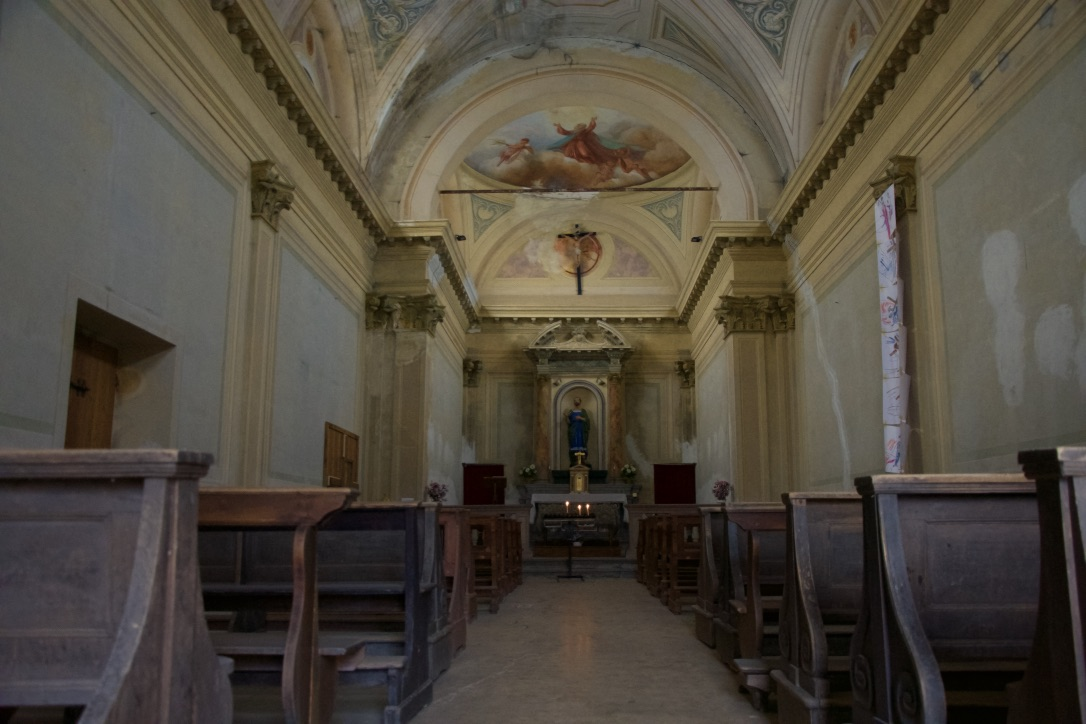
L'interno della chiesa

L’interno è a navata unica, scandito in tre campate da lesene con capitelli corinzi, sopra la trabeazione si trova il cornicione aggettante. Nella prima campata a sinistra si trova la porta che dà accesso al campanile. La seconda campata sulla sinistra presenta l'accesso laterale, tramite il portico a sei campate con archi a tutto sesto su colonne e tetto ad una falda. La navata è illuminata da finestre semicircolari presenti in tutte le lunette della volta a botte, fatta eccezione per quella della prima campata di sinistra che è cieca per la presenza del campanile. L’arco trionfale, leggermente più stretto della navata, immette nel presbiterio, sopraelevato di due gradini, con balaustre laterali, a pianta rettangolare e coperto da cupola con pennacchi e lunette con due finestre semicircolari.